# Поссель, Рене де
Люсье́н Алекса́ндр Ша́рль Рене́ де Поссе́ль (фр. Lucien Alexandre Charles René de Possel; 7 февраля 1905, Марсель, Франция — 1974, Париж, Франция) — французский математик, один из основателей группы Бурбаки.
Позже его интересы смещаются в сторону информатики. Являясь пионером в данной области, работал над задачами оптического распознавания символов.
Являлся ключевой фигурой при образовании Института программирования во Франции.